# II liga polska w hokeju na lodzie (1957/1958)
II liga polska w hokeju na lodzie w sezonie 1957/1958 została rozegrana na przełomie 1957 oraz 1958 roku. Była to trzecia edycja drugiego poziomu ligowego hokeja na lodzie w Polsce. Organizatorem rozgrywek był Polski Związek Hokeja na Lodzie. Spotkania były rozgrywane klasycznym systemem ligowym (tj. "każdy z każdym mecz i rewanż"), bez fazy play-off. 
Mistrzem została drużyna ŁKS Łódź, która wraz z wicemistrzem Baildon Katowice uzyskała awans do I ligi.

## Tabela
| Lp. | Zespół            | M  | Pkt | W  | R | P  | G + | G - | +/- |
| --- | ----------------- | -- | --- | -- | - | -- | --- | --- | --- |
| 1   | ŁKS Łódź          | 14 | 22  | 11 | 0 | 3  | 105 | 45  | +60 |
| 2   | Baildon Katowice  | 14 | 22  | 10 | 2 | 2  | 96  | 49  | +47 |
| 3   | Fortuna Wyry      | 13 | 19  | 9  | 1 | 3  | 85  | 52  | +33 |
| 4   | Cracovia          | 13 | 14  | 6  | 2 | 5  | 54  | 59  | -5  |
| 5   | Pomorzanin Toruń  | 12 | 12  | 5  | 2 | 5  | 43  | 49  | -6  |
| 6   | AZS Katowice      | 13 | 9   | 4  | 1 | 8  | 50  | 78  | -28 |
| 7   | Polonia Bydgoszcz | 14 | 6   | 3  | 0 | 11 | 40  | 74  | -34 |
| 8   | Stocznia Gdańsk   | 11 | 0   | 0  | 0 | 11 | 26  | 85  | -59 |

- = awans do I ligi
- = spadek do III ligi